# Вотерфорд (Каліфорнія)
Вотерфорд (англ. Waterford) — місто (англ. city) в США, в окрузі Станіслаус штату Каліфорнія. Населення — 9120 осіб (2020).

## Географія
Вотерфорд розташований за координатами 37°38′34″ пн. ш. 120°45′15″ зх. д. / 37.64278° пн. ш. 120.75417° зх. д. (37.642685, -120.754152).  За даними Бюро перепису населення США в 2010 році місто мало площу 6,14 км², з яких 6,03 км² — суходіл та 0,11 км² — водойми.

## Демографія
Згідно з переписом 2010 року, у місті мешкало 8456 осіб у 2458 домогосподарствах у складі 2047 родин. Густота населення становила 1378 осіб/км².  Було 2665 помешкань (434/км²).
Расовий склад населення:
| - 71,0 % — білих - 1,5 % — азіатів - 1,3 % — корінних американців - 0,9 % — чорних або афроамериканців - 0,1 % — вихідців з тихоокеанських островів - 20,6 % — осіб інших рас |

До двох чи більше рас належало 4,6 %. Частка іспаномовних становила 42,3 % від усіх жителів.
За віковим діапазоном населення розподілялося таким чином: 32,9 % — особи молодші 18 років, 59,9 % — особи у віці 18—64 років, 7,2 % — особи у віці 65 років та старші. Медіана віку мешканця становила 29,6 року. На 100 осіб жіночої статі у місті припадало 103,1 чоловіків;  на 100 жінок у віці від 18 років та старших — 98,4 чоловіків також старших 18 років.
Середній дохід на одне домашнє господарство  становив 58 770 доларів США (медіана — 44 936), а середній дохід на одну сім'ю — 60 774 долари (медіана — 48 676). Медіана доходів становила 42 139 доларів для чоловіків та 41 420 доларів для жінок. За межею бідності перебувало 25,0 % осіб, у тому числі 32,6 % дітей у віці до 18 років та 9,8 % осіб у віці 65 років та старших.
Цивільне працевлаштоване населення становило 3032 особи. Основні галузі зайнятості: освіта, охорона здоров'я та соціальна допомога — 20,9 %, сільське господарство, лісництво, риболовля — 14,6 %, виробництво — 10,5 %, будівництво — 8,0 %.